# Asjchabad

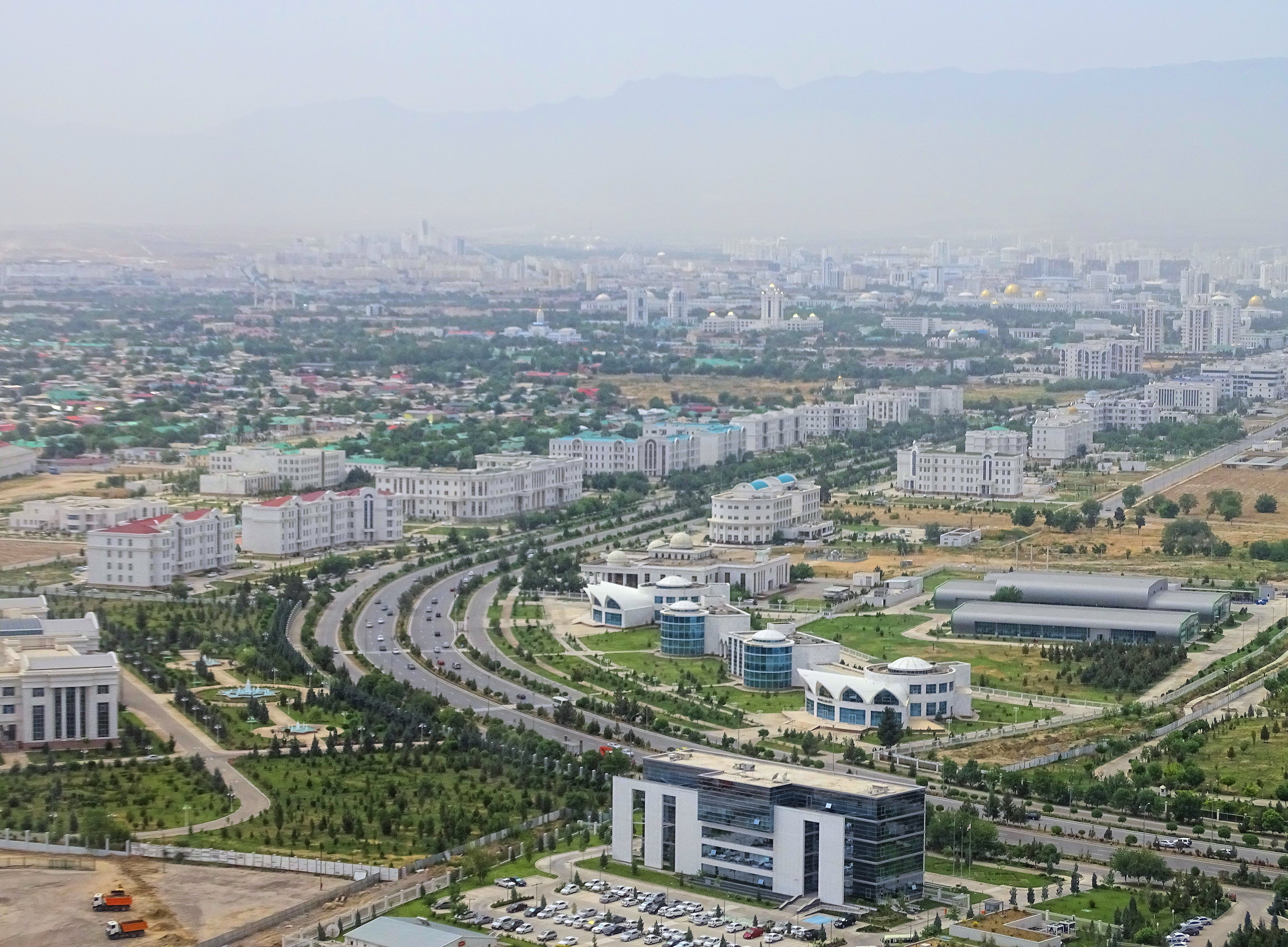
Asjchabad

Asjchabad eller Asjgabat (även med flera varierande stavningar; på turkmeniska Aşgabat; på persiska اشک آباد (Ashkabad); på ryska Ашхабад) är huvudstaden i Turkmenistan, och landets mest befolkade stad. Den hade 2012 cirka 1 miljon invånare. Asjchabad är beläget i landets södra del, nära bergen som i söder gränsar till Iran. Staden grundades 1818 som en by, och den växte till en regional knutpunkt under den ryska tiden från sent 1800-tal. Etymologiskt betyder Asjchabad ungefär "staden för kärlek".

## Geografi och ekonomi
Staden är belägen vid oasen Achal Teke i ett stadsdistrikt på provinsnivå, insprängt i provinsen Achal i landets södra del, med foten av bergskedjan Kopet-Dag i söder och med randen av öknen Karakum i norr. Majoriteten av befolkningen är turkmener, med minoriteter ryssar, armenier, perser och uzbeker; till religionen är invånarna främst sunnimuslimer med minoriteter kristna.
Asjchabad producerar textilier, glas, livsmedel och metallprodukter, och har även betydande filmindustri. Staden hyser ett universitet, flera högskolor samt den turkmenska vetenskapsakademin och ökenforskningsinstitut.

## Historia
Staden ligger nära den plats där den antika parthiska huvudstaden Nisa låg. Ruinerna av Konjikala, som ödelades av mongolerna på 1200-talet, ligger inte heller långt från den nuvarande staden. Namnet Asjchabad är persiska och kommer av Arsakes (modern persiska: Ashk), grundaren av den parthiska dynastin. Suffixet -abad betyder "stad" eller "boplats" på persiska.
En by med namnet Asjchabad grundades år 1818. År 1869 anlades en rysk befästning på en kulle nära byn, vilket gjorde orten till en viktigare handelsplats. Den befästes med ett ryskt fort år 1881. Området annekterades av Tsarryssland år 1884, och Asjchabad blev ett regionalt centrum och gränspostering mot det brittisk-influerade Persien.
Staden blev efter Tsarrysslands sammanbrott sovjetisk, för att sedan först förloras och därefter återtas 1917. Mellan 1917 och 1927 kallades staden Poltoratsk efter en lokal revolutionär. Asjchabad blev huvudstad i Turkmenska SSR år 1924. Staden växte kraftigt och industrialiserades, men en jordbävning, som mätte 9 på Richterskalan, förstörde den 6 oktober 1948 staden och 110 000 människor (två tredjedelar av befolkningen) miste livet; sovjetiska medier talade dock om endast 14 000 döda. Staden återuppbyggdes och 1962 invigdes Karakumkanalen, en av de längsta kanalerna i världen, som förbinder staden med Amu-Darja.
1948 inträffade ett förödande jordskalv i Turkmenistan, det sjunde dödligaste i världen sedan 1900-talets början. 110 000 människor omkom och skalvet mätte 7,3 på richterskalan.  Nästan alla hus i Asjchabad byggda av lertegel förstördes. 95% av alla envåningshus av bränt tegel förstördes. 

## Demografi
2005 hade Asjchabad 797 900 invånare. 2010 noterades den för 947 221 invånare, medan siffran för 2012 var på cirka 1 miljon invånare.